# 高野浩幸
高野 浩幸（たかの ひろゆき　1961年1月1日 - ）は、日本の俳優。本名同じ。別名義、高野 ひろゆき。A・Eプロダクションに所属していた。
東京都出身。東京都立代々木高等学校卒業。

## 人物
6歳の時に、新聞に掲載されていた劇団いろはの募集広告を見て応募し、劇団いろはに入団。入団後はエキストラが中心であったが、1967年、NHK『旅路』で初のレギュラー出演。1968年、TBS『三人の母』で主人公である冲和一の少年時代を演じる。
『帰ってきたウルトラマン』『仮面ライダー』などのゲスト出演を経て、1972年、『超人バロム・1』のオーディションに合格。主役の白鳥健太郎を演じる。後年のインタビューで、出演が決定したときは仕事だと割り切っていたものの嬉しかったと述懐している。
『バロム・1』終了後は、テレビドラマ『ゆびきり』で石坂浩二と長山藍子の息子を演じるなど、子役として活躍。
寺山修司監督作品の映画『田園に死す』やNHKの少年ドラマシリーズ『なぞの転校生』（主人公の岩田広一役）で話題となる。
成人後も舞台やVシネマを中心に活躍中。2002年にバロム・1が題名『バロムワン』としてアニメ化された際にはバロム・1役とナレーションを担当した。2014年にリメイクされた『なぞの転校生』では、岩田広一の父親、そして異次元世界D-15（NHK少年ドラマシリーズの世界に相当）の広一を演じている。
特技は、殺陣、乗馬。1973年のプロフィールでは、趣味は切手収集と答えていた。

## エピソード
子役を始めたきっかけは、父親が営んでいた印刷会社に勤めるのが嫌だったから。
両親が共働きであった為、子役時代も現場へは一人で通っていた。
『仮面ライダー』や『帰ってきたウルトラマン』をはじめとする特撮番組に多く出演しているが、『超人バロム・1』出演後は白鳥健太郎役のイメージが強かったためかしばらくオファーがなかったという。
『帰ってきたウルトラマン』では異なる役で何度も出演しているが、両親が仕事の依頼があると断らなかったためであった。
2019年に放送された『ウルトラマンタイガ』第6話「円盤が来ない」は『ウルトラセブン』第45話をオマージュしており、当初はフクシン三郎を演じた冷泉公裕に出演オファーがされていたが急逝により実現には至らなかった。完成作品に出演した高野は、『セブン』で冷泉と共演しており、冷泉への追悼として同作品への出演を快諾したという（詳細は「ウルトラセブンの登場怪獣#サイケ宇宙人 ペロリンガ星人」参照）。

## 出演

### テレビドラマ
- 連続テレビ小説 （NHK）
  - 旅路（1967年）
  - 虹（1970年 - 1971年） - 三谷晃
- われら弁護士（1968年、NTV）
- コメットさん 第27話「お正月には凧あげて」（1968年、TBS）
- ウルトラシリーズ
  - ウルトラセブン 第45話「円盤が来た」（1968年、TBS） - 少年（ペロリンガ星人）
  - 帰ってきたウルトラマン（TBS）
    - 第5話「二大怪獣東京を襲撃」、第29話「次郎くん怪獣に乗る」（1971年） - 次郎の友人 ※ノンクレジット
    - 第7話「怪獣レインボー作戦」、第10話「恐竜爆破指令」（1971年） - 次郎の友人
    - 第15話「怪獣少年の復讐」（1971年） - 小田切史郎
    - 第45話「郷秀樹を暗殺せよ!」（1972年） - 次郎の友人・三平 ※ノンクレジット

  - ウルトラマンティガ（MBS） - キリエルの預言者・イタハシ・ミツオ
    - 第3話「悪魔の預言」（1996年）
    - 第20話「GUTSよ宙（そら）へ・後編」（1997年）
    - 第25話「悪魔の審判」（1997年）
    - 第52話「輝けるものたちへ」（1997年）

  - ウルトラマンタイガ 第6話「円盤が来ない」（2019年、TX） - 星に帰りたい男
- ポーラテレビ小説 / 三人の母（1968年、TBS） - 冲和一（少年期）
- 戦え! マイティジャック 第10話「消えた王女の謎を解け!!」（1968年、CX） - ケンイチ
- 怪奇大作戦 第12話「霧の童話」（1968年、TBS） - 健一
- 無用ノ介 第17話「おいらの好きな無用ノ介」（1969年、NTV） - 正太
- 東芝日曜劇場
  - 寄ってらっしゃい買ってらっしゃい（1969年） - 敏
  - ママ日曜でありがとう その5（1969年）
  - はじめての休日（1975年）
  - 愛と人間 第三章 「涙」（1978年）- 一郎
  - 倅（せがれ）（1979年） - 勝利
  - 女たちの忠臣蔵（1979年）
- 銭形平次（CX）
  - 第191話「雪の降る町で」（1969年） -  三吉
  - 第486話「十手に散った白い蟻」（1975年） -  長松
  - 第593話「侍の傘」（1977年） - 幸田賢之助
- 宇宙猿人ゴリ → スペクトルマン（CX）
  - 第1話「ゴリ・地球を狙う!」（1971年） - 少年 ※声は別人が担当
  - 第42話「宇宙から来た太陽マスク」、第43話「怪獣カバゴンの出現!!」（1971年） - 石田五郎
- おくさまは18歳 第22話「別々はイヤ」 - 第53話「始めよければ終りよし」（1971年、TBS） - 二代目オフクロ
- 大河ドラマ（NHK）
  - 春の坂道（1971年、NHK） - 豊臣秀頼
  - 国盗り物語（1973年） - 桃丸
  - 風と雲と虹と（1976年） - 平公雅
  - 花神（1977年）
- 人形佐七捕物帳 第9話「怪談・花扇人形」（1971年、NET / 東宝） - 荒れ屋敷の少年
- 金メダルへのターン! 第53話（1971年、CX）
- 仮面ライダー（MBS）
  - 第18話「化石男ヒトデンジャー」（1971年） - 田所まさる
  - 第49話「人喰い怪人イソギンチャック」（1972年） - 中山弘
- ガッツジュン （1971年、TBS） - 本間勝
  - 第17話「青春よ炎と燃えろ!」
  - 第18話「不死鳥は甲子園にはばたく!」
  - 第19話「汗よ涙となるな」※ノンクレジット
  - 第27話「青春の涙輝ける時」
- 遠山の金さん捕物帳 第61話「母と名のれない女」（1971年、NET） - 信太
- 刑事くん 第1部 第9話「小さな追跡者」（1971年、TBS / 東映） - 松井タカシ
- 弥次喜多隠密道中 第5話「富士川騒動」（1971年、NTV） - 一平
- 好き! すき!! 魔女先生 第24話「恐怖の黒ピエロ!」（1972年、ABC） - 山川ノボル
- 鬼平犯科帳 第2シリーズ 第25話「礼金二百両」（1972年、NET / 東宝） - 千代太郎
- ケーキ屋ケンちゃん（1972年、TBS） - ゴロー ※初代
- シルバー仮面ジャイアント 第18話「一撃! シルバー・ハンマー」（1972年、TBS） - 山城五郎
- 超人バロム・1（1972年、YTV） - 主演・白鳥健太郎
- 火曜日の女シリーズ「ガラス細工の家」（1973年、日本テレビ / ユニオン映画）
- ゆびきり（1973年、TBS） - 広野吉平
- 恐怖劇場アンバランス 第4話「仮面の墓場」（1973年、CX） - 犬尾貞文（唐十郎）の少年時代
- 無宿侍 第6話「俺が拾った宿命」（1973年、CX）
- がんばれ!兄ちゃん（1973年、TBS） - 白川次郎
- 出発進行!（1973年、12ch）
- 日本沈没 第22話「折れ曲がる、日本列島」（1975年、TBS） - 石黒弘二
- 夜明けの刑事 第35話「塾ブームに殺された先生!!」（1975年、TBS）
- 少年ドラマシリーズ（NHK）
  - なぞの転校生（1975年） - 岩田広一
  - 赤い月（1977年） - 羽島謙
  - オハヨウ先生こんにちは（1980年） - 俊夫
  - おとうと（1981年） - 碧郎
- さくらの唄（1976年、TBS） - 高松進
- 今日だけは（1977年、TBS） - 周一
- 刑事犬カール 第31話「君のくれた勇気」（1978年、TBS） - 清
- ポーラ名作劇場 / みずきの花匂うとき（1978年、ANB） - 紘一
- 明日の刑事（TBS）
  - 第23話「父母よ許して! 落ちこぼれ17歳」（1978年）
  - 第82話「心が裂けたヤングギャル」（1979年）
- ゆうひが丘の総理大臣 第38話「恋の芽生えは出会いから!」（1979年、NTV）
- 半七捕物帳 第16話「二人女房」（1979年、ANB）
- 新五捕物帳 第80話「千羽鶴の女」（1979年、NTV）
- 噂の刑事トミーとマツ 第7話「あぁ煙突のてっぺんで!」（1979年、TBS） - 小柳
- 西武ドラマスペシャル / 女が職場を去る日（1979年、CX）
- あさひが丘の大統領 第14話「あいつだって淋しいんだよ!!」（1980年、NTV）
- ただいま放課後 第6話「たぶん、そこに真実」（1980年、CX）
- 3年B組金八先生 第2シリーズ 第1話「心を病む子供達・その1」・ 第2話「心を病む子供達・その2」（1980年、TBS） - 斉村高男
- Gメン'75 第346話「幽霊に殺された私」（1982年、TBS） - 滝川昭彦
- ゴリラ・警視庁捜査第8班 第40話「追憶」（1990年、ANB） - 坂口
- 代表取締役刑事 第31話「誰が為に鐘は鳴る」（1991年、ANB）
- 刑事貴族2 第29話「甘い誘惑」（1991年、NTV）
- 水戸黄門 第21部 第13話「鬼と呼ばれた母の真実 -延岡-」（1992年、TBS） - 久太郎
- 特捜エクシードラフト 第26話「明日への激走!」（1992年、ANB）
- 大岡越前 第15部 第16話「髪結い姉妹の殺意」（1999年、TBS） - 安吉
- 双子探偵 第5話「亡霊は夜歩く」・第6話「亡霊が消える日」（1999年、ETV）
- 金曜エンタテイメント / 十津川警部夫人の旅情殺人推理3（2005年、CX）
- 警視庁鑑識班19老女殺害の秘密を握るラーメン好きの車椅子少年 殺人犯の匂いを追い続ける警察犬と老刑事の執念の道（2005年、NTV）
- 探偵Xからの挑戦状! Season 2 第3話「殺人トーナメント」（2009年、NHK総合）
- 月曜ゴールデン / 警視庁鑑識課〜南原幹司の鑑定〜3完璧なアリバイがある人間のDNAが犯行現場で検出された!（2013年、TBS） - 金子雅樹
- なぞの転校生（2014年、TX） - 岩田亨
- 水曜ミステリー9 / 鉄道警察官・清村公三郎11（2014年、TX）

### 映画
- 博徒無情（1969年、日活） - 太郎
- 朱鞘仁義 鉄火みだれ桜（1969年、日活） - 三橋正
- 朱鞘仁義 お命頂戴（1969年、日活） - 祝健一
- 傷害恐喝 前科十三犯（1969年、日活）
- あさき夢みし（1974年、ATG） - 稚児
- 田園に死す（1974年、ATG） - 少年時代の私
- 新どぶ川学級（1976年、日活） - 加東正夫
- サチコの幸（1976年、日活）-　次郎
- 女王蜂（1978年、東宝） - 文彦
- 男はつらいよ 寅次郎かもめ歌（1980年、松竹） - 生徒
- ウルトラQ ザ・ムービー 星の伝説（1990年、松竹） - 報道部員
- 聖家族〜大和路（2010年、カエルカフェ） - 九鬼篤文
- RYOMA 空白の三か月（2018年） - 伊東甲治

### オリジナルビデオ
- 妖女伝説 セイレーン2（1994年、円谷映像）
- 代打屋トーゴー Trouble#1 高層ビル爆破予告!（1994年、ケイエスエス）
- 企業戦士YAMAZAKI（1995年、SHSプロジェクト）
- 退魔天使ビザール・シューター 美少女戦士 沙良見参! （2004年、GPミュージアム）
- 夢幻美少女戦士 ドリームナイツ（2004年、禅ピクチャーズ）
- Next Phase 〜君がくれた贈り物〜（2006年、ルルルエンターテイメント）

### テレビアニメ
- バロムワン（2002年 - 2003年、アニメシアターX） - バロム・1、ナレーター
- 怪人開発部の黒井津さん（2022年） - 第4話ナレーション[10]

### レコード（高野浩之名義）
- ぼくの心は葡萄色 （作詞-阿久悠、作曲-小林亜星、編曲-竜崎孝路、キャニオン・レコード、C-18、 1976年8月発売）
  - B面-渚へおいでよ
- もうはなさない （作詞-小谷夏、作曲-和泉常寛、編曲-クニ河内、キャニオン・レコード、C-33、 1976年12月発売）
  - B面-手紙

### CM
- ジョブレストラン（2013年、BS-TBS） - 父親

### その他
- ウルトラ情報局（ファミリー劇場）
- DVD『超人バロム・1』（東映ビデオ） - 特典映像出演
- ふたり道（2013年 - 、BS日テレ） - 自動車教習所生徒 ※情報番組